# Il ritorno di don Camillo
Il ritorno di don Camillo è un film del 1953 diretto da Julien Duvivier.
Si tratta del secondo episodio della saga di don Camillo e Peppone, tratto dai racconti di Giovannino Guareschi.

## Trama
Inverno 1946-1947. Don Camillo è stato sollevato dall'incarico di parroco del suo paese per punizione e parte quindi per la parrocchia di Montenara, sperduta tra i monti, in sostituzione del defunto parroco Don Luciano. Qui, in un ambiente freddo, svolge il suo ministero presso la chiesa, frequentata dalla sola perpetua. Nel frattempo, nel paese di don Camillo, Peppone si ritrova ad affrontare molti problemi e non ha neanche l'aiuto del nuovo parroco: la cittadinanza non ha preso per niente bene l'allontanamento del reverendo a causa di Peppone e si rifiuta categoricamente di sposarsi, battezzare bambini o addirittura organizzare funerali portando un serio danno alle casse comunali. Solo il ritorno di don Camillo porrà fine alle dispute che coinvolgono anche un proprietario terriero, Cagnola, che non vuole cedere una parte delle sue terre per costruire lungo il Po un argine che dovrebbe prevenire le alluvioni. In un alterco che si crea poco dopo, Cagnola ferisce il compagno detto "il Nero", credendo di averlo addirittura ucciso. Quest’ultimo viene ferito a sua volta da Peppone, anch'egli convinto di averlo ammazzato. Per avere un alibi, entrambi si rivolgono a don Camillo nel suo esilio a Montenara.
Don Camillo riesce a calmare la situazione, strappando la promessa a Cagnola che egli avrebbe ceduto le terre necessarie per costruire l'argine. Per questo fatto Peppone si rivolge al vescovo per fare tornare don Camillo a Brescello. Quest'ultimo viene accontentato, con l'ammonimento però da parte del prelato che poi non venga più a lamentarsi se riceverà ancora tavolate in testa. Al ritorno al paese, don Camillo dovrà porre fine a una rissa alla casa del popolo scoppiata al termine di un incontro di pugilato, organizzato appositamente in contemporanea con l'arrivo del parroco alla stazione per evitargli un bagno di folla che sarebbe stato "il trionfo della reazione". Accade poi che Cagnola si rimangia la promessa delle terre, ritenendo l'argine inutile per prevenire alluvioni, che puntualmente si verificheranno subito, e di tale entità che anche l'argine eventualmente costruito non sarebbe servito a niente.
Anche il "Nero" se la cava, ma il vecchio medico del paese, il dottor Spiletti, conservatore ma amato dal popolo per la sua professionalità sempre dimostrata verso tutti e senza distinzione politica, dato per morente varie volte, ma sempre "resuscitato" puntualmente, gli propone di vendergli l'anima ("Se non credi all'anima vendimela. Se non ce l'hai davvero, vorrà dire che ci ho rimesso i soldi, ma se ce l'hai diventa mia"). Il Nero, pur pensando che non sia giusto vendere qualcosa che non ha, si lascia convincere. Ciò gli procurerà un serio problema psicologico che lo turberà per parecchio tempo, finché non interverrà don Camillo stracciando il contratto regolarmente stipulato per la vendita dell'anima e bruciando le banconote ricevute dal Nero (che voleva restituirle al dottore) come sacrileghe.
Don Camillo ha poi a che fare con Marchetti, un ex gerarca fascista del posto, tornato al paese a Carnevale travestito da indiano. Marchetti viene riconosciuto da Peppone che ben ricorda l'olio di ricino fattogli bere durante il ventennio. L'ex gerarca si rifugia in canonica, ma anche don Camillo aveva lo stesso tipo di conto in sospeso. Peppone viene infine costretto a bere l'olio di ricino che lui stesso ha comprato per vendicarsi dell'ex camicia nera, sotto la minaccia di un fucile che l'ex fascista ha strappato a don Camillo. Liberato Peppone, don Camillo rivela che il fucile era scarico, ha la meglio su Marchetti e lo costringe a bere a sua volta. Dopo che anche Marchetti se ne è andato, il Cristo impone a don Camillo di bere anche lui l'olio di ricino come penitenza per la violenza usata.
Negli stessi giorni don Camillo incontra il figlio di Peppone, svogliato a scuola e per questo messo in un collegio dal quale scappa sovente. Il parroco, su invito dello stesso Peppone, riesce a parlargli e alla fine convince il padre a riportarlo a scuola al paese, vista la sua scarsa attitudine allo studio. Proprio a scuola, in una lite con il figlio di Cagnola, il ragazzo viene ferito gravemente, ma riesce a guarire, come invocato dalle preghiere del parroco. Il parroco e il sindaco nel frattempo sono impegnati in una "sfida" tra gli orologi del campanile e della casa del popolo: per evitare che uno dei due sia in ritardo rispetto all'altro, i due spostano continuamente in avanti le lancette dei rispettivi orologi, con il risultato che non si sa più che ora sia in paese.
A causa delle forti e prolungate piogge la tanto temuta alluvione arriva, ed è tremenda. Don Camillo resta sulla torre campanaria, che svetta sul paese completamente allagato, e da là manda un messaggio di conforto e di speranza alla popolazione sfollata.

## Produzione

### Soggetto
Il film è ispirato (spesso molto liberamente) ad alcuni racconti di Giovannino Guareschi della serie dedicata a Don Camillo e Peppone. Per la precisione, sono stati utilizzati i racconti Cinque più cinque (1947), Boxe (1947), In riserva (1947), Pugno dinamometro (1947), La lettera (1949), Triste domenica (1951), La campana (1951), Come pioveva (1951), La danza delle ore (1951), Ognuno al suo posto (1951), Via Crucis (1951), Credono di essersi ammazzati (1952), Il pellerossa (1952), Il pilone (1952), Vendita anima (1952) e Il ritorno di Don Camillo (1952).

### Fonti storiche
Nel film viene citata (e usata come uno dei principali strumenti narrativi) l'alluvione del Polesine del novembre 1951, che colpì non solo il Polesine, ma anche la Bassa reggiana (compreso Brescello). Le immagini che si vedono nel film sono reali riprese dell'evento.

### Riprese
- Le riprese si svolsero dal 1º dicembre 1952 al 28 febbraio 1953.
- Questo secondo film è quello per cui si è fatto meno ricorso agli esterni a Brescello, se si escludono le immagini di repertorio della disastrosa piena del Po; infatti le uniche scene girate in quel periodo a Brescello riguardano soltanto l'arrivo del treno alla Stazione di Brescello-Viadana e della piazza Matteotti allagata[1]. Per il resto la pellicola è stata per lo più realizzata in interni a Cinecittà[2] comprese le sequenze dell'interno della chiesa[3].
- Le sequenze inerenti a Montenara sono state girate in realtà in Abruzzo, per la precisione a Rocca di Cambio; mentre le mura del collegio nel quale don Camillo va a trovare il piccolo Beppo sono in realtà quelle di Fiano Romano. La scena in cui si vedono don Camillo e il figlio di Peppone uscire dal collegio è invece girata in Piazza Campitelli in Roma. Infine, di particolare interesse scenografico è la scena in cui don Camillo porta il figlio di Peppone a fare una gita in riva al torrente. In questa scena si può ammirare una vista unica e fantastica del famoso Ponte Sfondato, di Montopoli di Sabina, che non esiste più.
- La stazione di Montenara è quella di Sassa-Tornimparte posta sulla Terni-L'Aquila-Sulmona.

## Distribuzione

### Data di uscita
In Italia il film fu proiettato in pubblico per la prima volta il 23 settembre 1953.
Di seguito sono riportate i titoli e le date di distribuzione del film all'estero.
- Francia: Le retour de Don Camillo, 5 giugno 1953
- Germania Ovest: Don Camillos Rückkehr, 14 agosto 1953
- Giappone: ドン・カミロ頑張る (Don kamiro ganbaru), 17 maggio 1955
- Austria: Don Camillos Rückkehr, ottobre 1953
- Svezia: Don Camillos återkomst, 26 dicembre 1953
- Danimarca: Don Camillo vender tilbage, 12 gennaio 1954
- U.S.A.: The Return of Don Camillo, 26 marzo 1956
- Finlandia: Isä Camillo ja hänen laumansa, data non disponibile
- Portogallo: O Regresso de Dom Camilo, 2 giugno 1955
- Argentina: El regreso de Don Camilo, data non disponibile
- Grecia: I epistrofi tou Don Camillo, data non disponibile
- Ungheria: Don Camillo visszatér, data non disponibile
- Repubblica Ceca: Navrat dona Camilla, data non disponibile
- Polonia: Powrót Don Camilla, data non disponibile

### Differenze di versione
Nell'edizione francese, quando don Camillo prende il crocifisso (che era in sacrestia), si sente suonare l'orologio della casa del popolo che nell'edizione italiana è stato tolto e rimpiazzato con la frase "ma perché l'hanno messo in sacrestia poi?".
Nella versione francese la sequenza dell'ascesa di don Camillo a Montenara con il "suo" crocifisso sulle spalle è decisamente più lunga, e comprende alcune battute in più fra il sacerdote e il crocifisso.
Anche nella scena in cui don Camillo va a trovare Beppo in collegio è presente (sempre nell'edizione francese) una breve sequenza in più in cui i due comprano alcune castagne da un venditore ambulante. Nella versione italiana il venditore "scompare", e si vedono soltanto il bambino e il sacerdote che stanno terminando di mangiare le castagne.
Nell'edizione francese, durante lo straripamento del Po, il dottor Spiletti si rifiuta di abbandonare la propria casa, arrivando addirittura a minacciare Peppone e i suoi stessi parenti (che tentano di convincerlo a mettersi in salvo) con un fucile. Solo l'intervento di don Camillo lo persuaderà a lasciare la sua dimora per rifugiarsi sul campanile della chiesa (nell'edizione italiana la sequenza non c'è e ritroviamo invece Spiletti già sulla torre a sorvegliare lo "stufatino" del parroco).

## Accoglienza

### Incassi
Il film incassò circa un miliardo di lire, risultando così il secondo maggiore incasso dell'anno, preceduto da Pane, amore e fantasia.

## Seguiti
- Don Camillo e l'onorevole Peppone (1955)
- Don Camillo monsignore... ma non troppo (1961)
- Il compagno don Camillo (1965)
- Don Camillo e i giovani d'oggi (1970) (incompiuto)

## Curiosità
- Nella scena durante il martedì grasso in paese, Peppone incrocia Marchetti (interpretato da Paolo Stoppa), il fascista che anni prima aveva fatto bere dell'olio di ricino a lui e a don Camillo. Quando Marchetti si accorge di essere stato riconosciuto scappa a piedi. Sullo sfondo dell'inquadratura si può notare il manifesto del film del 1952 La regina di Saba, interpretato tra gli altri da Gino Cervi.
- Ruggero Ruggeri, il doppiatore che prestava la voce al crocifisso, morì poco tempo dopo la realizzazione di questa pellicola.

## Scene del film[6]

Cagnola (Thomy Bourdelle) in una scena, durante la discussione con Peppone per la costruzione di un argine sul Po, per prevenire alluvioni.
Don Pietro (Tony Jacquot) in una scena.
Il dottor Spiletti (Édouard Delmont) in una scena.
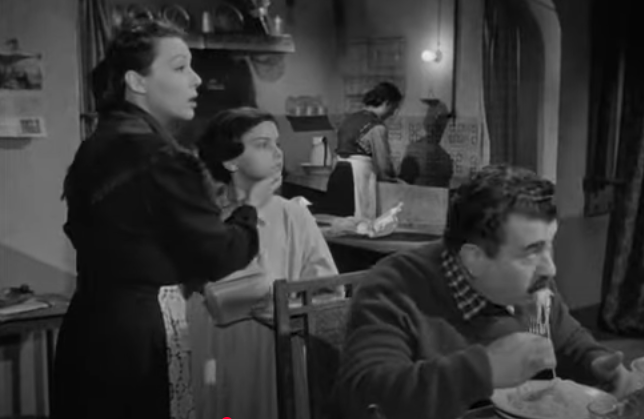
La signora Bottazzi (Leda Gloria) e Peppone (Gino Cervi) sorpresi del ritorno di don Camillo in scena.
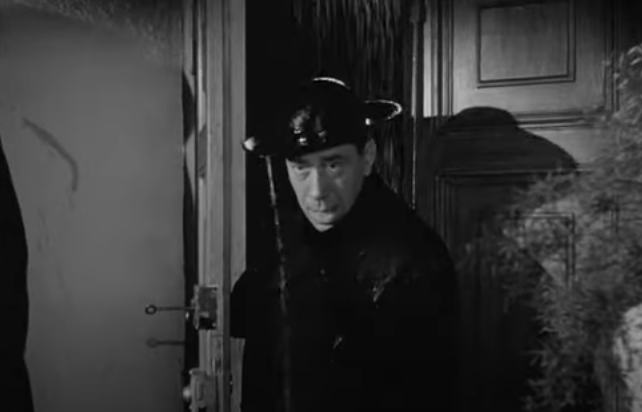
Don Camillo (Fernandel) ritorna alla casa di Peppone in una scena.
Don Camillo (Fernandel) con il figlio piccolo di Peppone (Robertino) in una scena.
Uno dei tanti faccia a faccia tra Don Camillo e Peppone in una scena.
Don Camillo (Fernandel) con il Cristo in una scena.
Il pugile sfidante forestiero Anteo Gorlini (Giuseppe Tosi) in una scena, mentre sfida Peppone.
Peppone (Gino Cervi) con lo Smilzo (Marco Tulli) e il Brusco (Saro Urzì) in una scena.
Peppone (Gino Cervi) con un tovagliolo con il simbolo comunista in una scena, per la donazione dei fondi per riparare la campana caduta.
La maestrina (Lia Di Leo) in una scena, mentre dice a Peppone che Mario Cagnola è il figlio di Cagnola.
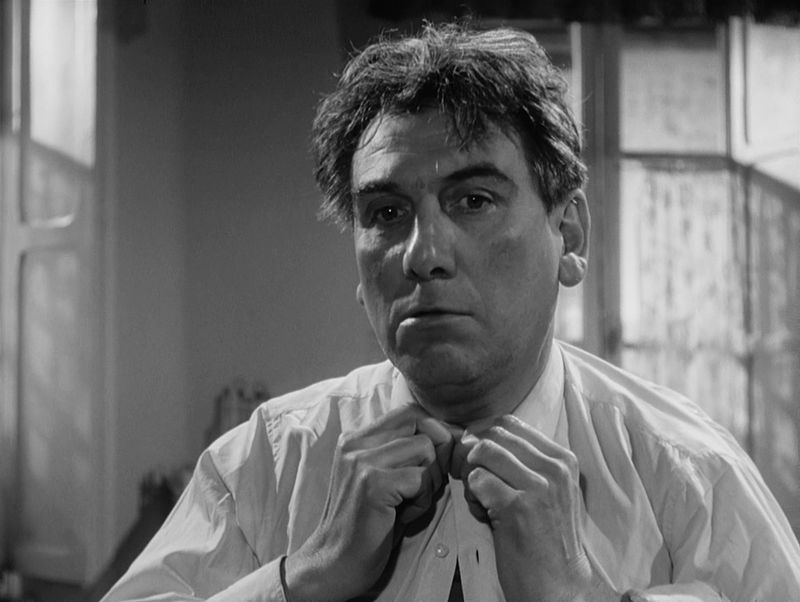
Francesco "Nero" Gallini (Alexandre Rignault) in una scena, dopo la visita dal dottore.
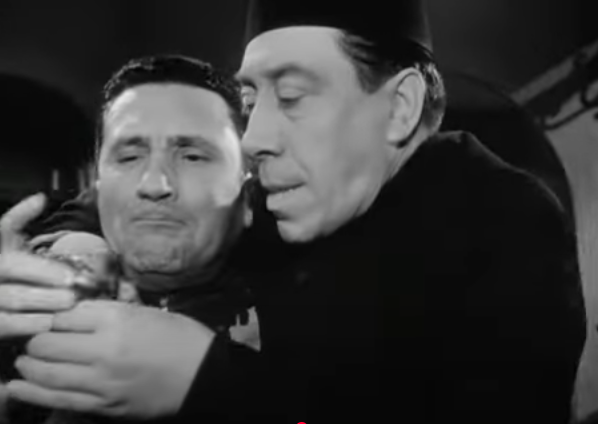
Marchetti (Paolo Stoppa) con don Camillo (Fernandel) che lo costringe a bere l'olio di ricino.
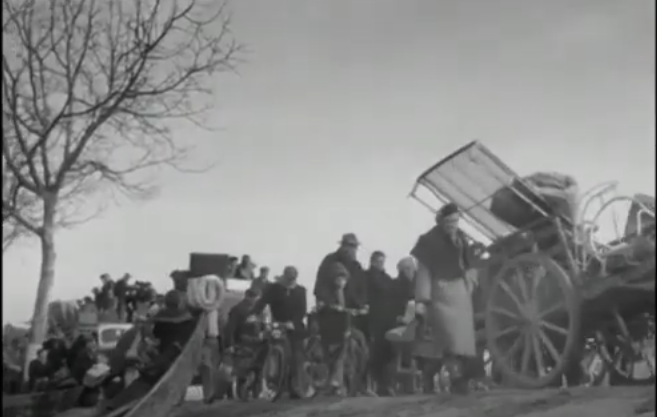
Gli sfollati Brescellesi dopo la piena in una scena del film.
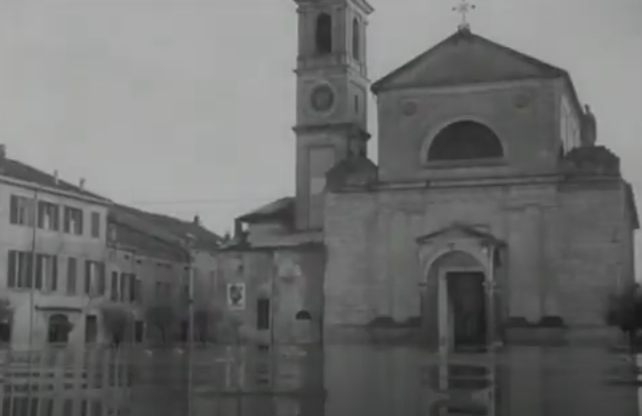
Brescello alluvionata in una scena del film.
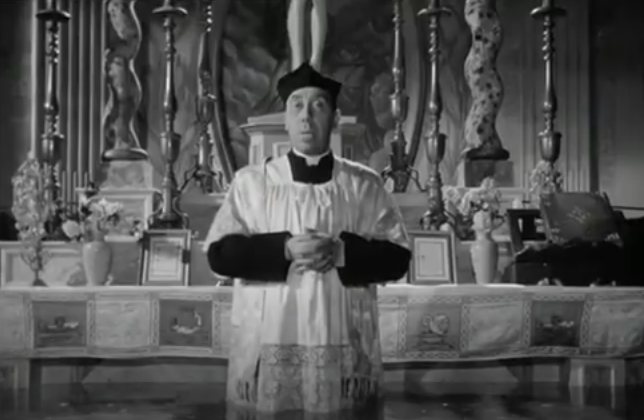
Don Camillo (Fernandel) mentre celebra la messa in chiesa durante la piena in una scena.
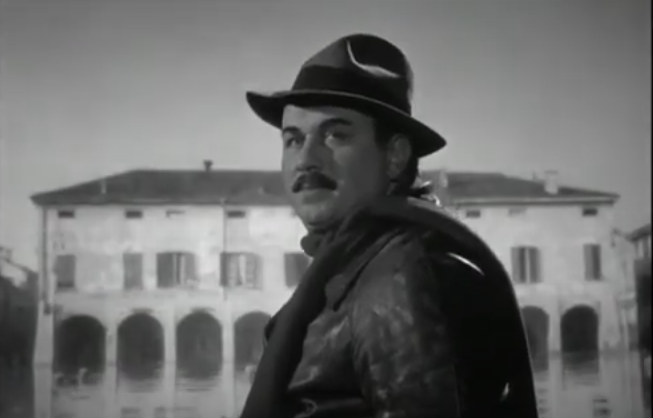
Peppone (Gino Cervi) in barca mentre ascolta la messa di don Camillo durante la piena in una scena.